# NGC 5989
NGC 5989 é uma galáxia espiral (Sc) localizada na direcção da constelação de Draco. Possui uma declinação de +59° 45' 18" e uma ascensão recta de 15 horas, 41 minutos e 32,4 segundos.
A galáxia NGC 5989 foi descoberta em 25 de Maio de 1788 por William Herschel.